# Homunculus (aap)
Homunculus is een monotypisch geslacht van uitgestorven apen uit de onderfamilie springaapjes (Callicebinae) die in het Mioceen voorkwamen in Patagonië. De enige soort is H. patagonicus, die zich waarschijnlijk voornamelijk voedde met vruchten en bladeren.
Deze soort heeft zowel op de onder- als op de bovenkaak twee snijtanden, één hoektand, drie valse kiezen en drie kiezen. De voortanden op de onderkaak zijn smal, de hoektanden zijn waarschijnlijk verschillend van vorm bij mannetjes en vrouwtjes. Deze soort heeft een relatief korte snuit, wat suggereert dat hij overdag actief was. Hij woog ongeveer 2,7 kilogram.